# 워런 뉴슨
워런 뉴슨(Warren Newson, 1964년 7월 3일 - )은 전 KBO 리그 KIA 타이거즈의 외국인 야구 선수이다.